# Lepturacanthus roelandti
Lepturacanthus roelandti és una espècie de peix pertanyent a la família dels triquiúrids.

## Descripció
- Pot arribar a fer entre 882 i 1.200 mm de llargària total.
- És de color daurat o argent groguenc quan és viu.
- Aleta pectoral lleugerament més llarga que el musell.[4][5]

## Hàbitat
És un peix d'aigua marina i salabrosa, bentopelàgic i de clima tropical.

## Distribució geogràfica
Es troba al Pacífic occidental: Borneo (Indonèsia).

## Observacions
És inofensiu per als humans.